# Хомул
Гомул (Хомул) — гора в Украинских Карпатах, в горном массиве Черногора, высотой 1788 м.
Гора Гомул лежит в Ивано-Франковской области.
В переводе с румынского «Гомул» означает «незаметный». Ближайшими «соседями» Гомул являются гора Шпицы (1863 м) на юге и гора Большая Маришевска (1567,3 м) на северо-востоке. Гора Гомул покрыта травяными и полукустарниковыми альпийскими лугами. Несколько удалена от основного Черногорского хребта, имеет четко выраженную вершину.